# Stephen Marshak
Stephen Marshak (* 4. März 1955 in Rochester, New York) ist ein US-amerikanischer Geologe (Strukturgeologie, Tektonik).
Stephen Marshak ist der Sohn des Physikers Robert Marshak. Er studierte Geologie an der Cornell University mit dem Bachelor-Abschluss 1976 und an der University of Arizona in Tucson mit dem Master-Abschluss 1979. Danach wechselte er an die Columbia University, an der er 1983 promoviert wurde, und war danach an der University of Illinois at Urbana-Champaign Professor. Ab 1999 stand er der Geologie-Fakultät vor. Er war Gastwissenschaftler am Lamont-Doherty Earth Observatory, der Universität von Ouro Preto in Brasilien, der University of Adelaide und der University of Leicester.
Er befasste sich besonders mit der Tektonik von Falten- und Überschiebungsgürteln (Fold and Thrust Belt), die er im Feld (Appalachen, Rocky Mountains, Australien) und auch experimentell mit Sand- und Ton-Modellen untersuchte. In jüngerer Zeit befasste er sich mit der Tektonik von Kratonen, also alten Kontinentalmassen, darunter auch geomorphologisch an der Oberfläche meist nicht mehr auffällige alte Störzonen als Zeugen der entfernten geologischen Geschichte dieser Kratone, die sich aber noch teilweise durch seismische Aktivität auszeichnen (wie die New Madrid Seismic Zone, in der das New-Madrid-Erdbeben von 1811 stattfand). Er untersuchte auch stark metamorphe präkambrische Gesteinsformationen in Brasilien und ihre tektonische Geschichte insbesondere im San Francisco Kraton.
Marshak war Mitherausgeber von Geology und ist Autor mehrerer Lehrbücher über Geologie und Tektonik.

## Schriften
- mit Gautum Mitra: Basic Methods of Structural Geology, Pearson 1988
- mit Ben van der Pluijm: Earth Structure: An Introduction to Structural Geology and Tectonics, McGraw Hill 1997, 2. Auflage W. W. Norton 2004
- Earth, Portrait of a Planet, W. W. Norton, 5. Auflage 2015
- mit Alan Ludman: Laboratory Manual for Introductory Geology, W. W. Norton, 3. Auflage 2015
- Essentials of Geology, W. W. Norton, 4. Auflage 2012